# Le Mariage du blob
Le Mariage du blob (Married to the Blob) est le dixième épisode de la vingt-cinquième saison de la série télévisée Les Simpson et le 540e épisode de la série. Il est sorti en première sur la chaîne américaine Fox le 12 janvier 2014.

## Synopsis
Le vendeur de BD Jeff Albertson se désespère d'être toujours célibataire. Homer et Marge tentent de l'aider à s'unir avec une jeune femme japonaise, dessinatrice de mangas, mais le père de celle-ci, venu du Japon, désapprouve leur mariage. Il finit par y consentir, après une nuit alcoolisée en compagnie d'Homer où ils ont des visions, et assiste à la cérémonie dans la boutique de BD.

## Réception
Lors de sa première diffusion l'épisode a attiré 4,83 millions de téléspectateurs.